# کارآگاه نایت: استقلال

کارآگاه نایت ۳: استقلال (به انگلیسی: Detective Knight: Independence) یک فیلم اکشن، جنایی و دلهره‌آور آمریکایی محصول سال ۲۰۲۳ به کارگردانی ادوارد جان دریک با بازی بروس ویلیسدر نقش کارآگاه جیمز نایت است. این فیلم دنباله کارآگاه نایت: رستگاری محسوب می‌شود. و همچنین سومین قسمت و آخرین قسمت از مجموعه فیلم‌های کارآگاه نایت می‌باشد.

## خلاصه داستان
کارآگاه جیمز نایت تلاش می‌کند تا مانع از به خطر انداختن شهر در روز استقلال توسط یک مأمور سرکش و یک وسیله نقلیه خارج از کنترل شود.

## انتشار
این فیلم در سینماهای محدود و ویدئو به‌درخواست در ۲۰ ژانویه ۲۰۲۳ منتشر شد، و سپس در ۲۸ فوریه ۲۰۲۳ بر روی DVD و Blu-ray منتشر شد. پیش از این انتظار می‌رفت که فیلم به ژوئیه ۲۰۲۳ به تعویق بیفتد تا به تعطیلات روز استقلال ایالات متحده آمریکا گره بخورد.

## گیشه
از ۱ فوریه ۲۰۲۳، این فیلم در امارات متحده عربی ۳۶٫۱۷۱ دلار به دست آورد.

## بازخوردها
در راتن تومیتوز بر اساس رای ۱۲ منتقد دارای نمره ۵٫۷ از ۱۰ می‌باشد.
در یک بررسی منفی، لاپاکازو ساندوال از نیویورک آمستردام نیوز نوشت: «آیا برای تماشای این فیلم در سینما هرگز پولی پرداخت می‌کنم، پاسخ منفی است. آیا این فیلم را در یک سرویس استریم بخرم یا دانلود کنم، پاسخ منفی است.»